# Hängbron, Örebro

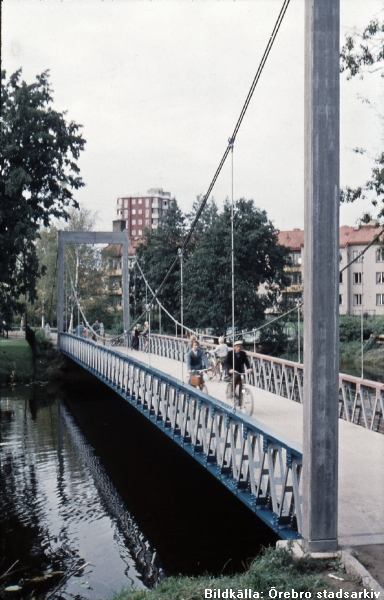
Hängbron i Örebro. Höghuset i Stjärnhusen i bakgrunden, liksom hus vid Trumpetaregatan.

Hängbron i Örebro är en gång- och cykelbro över Svartån som förbinder Örnsro i söder med Rosta i norr. Bron utgörs av en stål- och betongkonstruktion som med vajrar är upphängd över ån. Den invigdes den 23 juni 1954.